# Kurs przewodnicki
Kurs przewodnicki – szkolenie dające uprawnienia przewodnika turystycznego - górskiego, miejskiego lub terenowego.
Pod względem terenu uprawnień w Polsce wyróżnia się:
- 3 obszary uprawnień dla przewodników górskich: sudecki, beskidzki, tatrzański;
- 10 obszarów uprawnień dla przewodników miejskich: 10 obszarów miejskich (Warszawa, Łódź, Kraków, Wrocław, Poznań, Trójmiasto, Szczecin, aglomeracja górnośląska, Lublin, Toruń);
- 16 obszarów uprawnień dla przewodników terenowych - 16 województw poza terenami powiatów górskich i wymienionych aglomeracji.

Szkolenia tego typu organizują Koła Przewodnickie w całej Polsce. Pierwszy kurs przewodnicki odbył się w 1956 w Michałowicach (Karkonosze). Po ukończeniu kursu przystępuje się do egzaminu państwowego. W przypadku przewodników górskich zaczyna się od stopnia przewodnika górskiego III klasy. Warunki i program szkolenia przewodników turystycznych, w tym górskich, w Polsce określa Rozporządzenie Ministra Gospodarki z 2004 roku.
Oprócz tego organizuje się osobne kursy dla przewodników do oprowadzania po obiektach specjalnych (muzea, kopalnie, jaskinie).